# Дионисий Писидийски
Дионисий (на гръцки: Διονύσιος) е гръцки духовник, митополит на Вселенската патриаршия.

## Биография
Роден е вероятно в Цариград. Чичо е на митрополит Дионисий Мелнишки (1837 - 1881). Служи като архидякон на Навпактската и Артенска митрополия. През март 1807 година е избран и по-късно ръкоположен за видински митрополит. През януари 1814 година е избран за писидийски митрополит. Заразен с чума, той умира през юли 1814 година само единадесет дни след пристигането си в новата си епархия.